# Aphelinus asychis
Aphelinus asychis är en stekelart som beskrevs av Walker 1839. Aphelinus asychis ingår i släktet Aphelinus och familjen växtlussteklar. Arten är reproducerande i Sverige. Inga underarter finns listade i Catalogue of Life.